# Gabriel Badilla
Gabriel Badilla (San José, 1984. június 30. – San José, 2016. november 20.) válogatott Costa-Rica-i labdarúgó, hátvéd.

## Pályafutása

### Klubcsapatban
A Saprissa korosztályos csapatában kezdte a labdarúgást, ahol 2001-ben mutatkozott be az első csapatban. 2008-09-ben az amerikai New England Revolution játékosa volt. 2010-ben visszatért Costa Ricábam nevelőegyesületéhez, ahol haláláig játszott. Összesen nyolc bajnoki címet nyert a Saprissa csapatával.

### A válogatottban
2005 és 2012 között 25 alkalommal szerepelt a Costa Rica-i válogatottban és egy gólt szerzett. Részt vett a 2006-os németországi világbajnokságon.

## Magánélete
2013-ban sikeresen távolítottak el a szívéről egy jó indulatú daganatot.

## Halála
2016. november 20-án a Lindora Run nevű helyi maratonversenyen vett részt. Röviddel a cél előtt Badilla összeesett, majd megpróbálták újraéleszteni, de sikertelen volt a kísérlet. Halálának oka keringési és légzési elégtelenség volt.

## Sikerei, díjai
Saprissa
- Costa Rica-i bajnokság
  - bajnok (8): 2003–04, 2005–06, 2006–07, 2007–08, 2008–09, 2013–14, 2014–15, 2015–16